# Hôpital de Grammont
Ne doit pas être confondu avec Hôpital de Luxeuil-les-Bains dit hôpital Grammont
L'hôpital de Grammont est un ancien hôpital privé construit entre 1753 et 1771, devenu une maison de retraite (EHPAD) en 1979. Il est situé à Villersexel, en France.
L'édifice est inscrit au titre des monuments historiques en 1998. Il a connu plusieurs agrandissements et modernisations aux XIXe et XXe siècles.

## Description
L'édifice est composé d'un bâtiment rectangulaire à étage daté du milieu du XVIIIe siècle, animé par un avant-corps donnant sur une cours au sud. Celle-ci est encadrée par une ancienne grange d'un côté et une aumônerie de l'autre. L'avant-corps nord s'est vu accolé une une chapelle de style néogothique à la fin du XIXe siècle.

## Localisation
L'hôpital est situé à la sortie nord-est du bourg, à l'extérieur des limites de l'ancienne enceinte médiévale (disparue) de la commune de Villersexel, dans le département français de la Haute-Saône, en région de Bourgogne-Franche-Comté.

## Histoire
L'hôpital est édifié entre 1753 et 1771 sur les fonds de Ferdinand de Grammont, seigneur de Villersexel et suivant les plans de  architecte Nicolas Nicole. Le bâtiment est un hospice destiné à recueillir les pauvres. La création de l'hospice est approuvé le 12 janvier 1769 par un décret de Louis XV.
Le 13 décembre 1863, le statut d'hôpital privé est approuvé par un décret impériale de Napoléon III. L'établissement a l'obligation de recevoir les indigents malades de la communes gratuitement. Il est administré par un bureau composé d'un héritier direct du fondateur de l'hospice, du curée de la commune est d'un troisième membre désigné selon le décret du 27 avril 1859.
En 1893, une chapelle de style néogothique, conçus par l'architecte Édouard Danjoy (qui a construit le château de Villersexel), est adossée à l'avant-corps nord.
En 1896, les soins sont assurés par les Sœurs de Sainte-Marthe de Besançon. Les malades indigents de la commune sont hébergés gratuitement, les autres doivent payer 1,50 francs par jour.
L'édifice est inscrit au titre des monuments historiques le 18 septembre 1998, notamment le mobilier de l'ancienne pharmacie.
En 1979, le site est agrandi et modernisé pour devenir une maison de retraite médicalisée. En 1996, le pavillon Miroudot est agrandi tandis que le pavillon Saint-Paul est rénové en 2000,.

## Service
La maison de retraite est gérée par la fondation de Grammont. Elle dispose de 96 lits dont 65 répartis dans trois services classés établissement d'hébergement pour personnes âgées dépendantes (EHPAD) et les autres dans deux services « Alzheimer » (18 pour le service protégé et 13 pour unité d'hébergement renforcé).